# فرانشيسكو بارافيتشيني
فرانشيسكو بارافيتشيني (بالإيطالية: Francesco Parravicini)‏ (مواليد 31 يناير 1982 في ميلان - إيطاليا) لاعب كرة قدم إيطالي يلعب حاليا لصالح نادي الدرجة الأولى سيينا الإيطالي منذ 2009 في مركز الوسط المدافع . .

## روابط خارجية
- فرانشيسكو بارافيتشيني على موقع قاعدة بيانات كرة القدم.إي يو (الإنجليزية)
- فرانشيسكو بارافيتشيني على موقع Soccerway.com (الإنجليزية)
- فرانشيسكو بارافيتشيني على موقع عالم كرة القدم.نت (الإنجليزية)
- فرانشيسكو بارافيتشيني على موقع كووورة